# Gård fra Lønne, Ringkøbing Fjord (Frilandsmuseet)
Frilandsmuseets gård fra Lønne (også kaldet Lønnestak) viser en grundmuret og veldrevet vestjysk gård fra starten af 1800-tallet med en spændende personalhistorie.
Lønne Sogn ligger ved Ringkøbing Fjords sydlige udløb, ca. 24 km nv.f. Varde. Nu er der bevoksning, men tidligere blæste den evige vestenvind og der var hede og åbent klitlandskab. Sandflugt var hele vestkystens gamle svøbe og hærgede særligt i 16- og 1700-tallet, hvor mange gårde blev lagt øde. I sognets østlige del var der dyrkede jorde og lidt spredt bebyggelse. På denne egn ernærede man sig ved kvægavl, landbrug og fiskeri og herfra stammer Frilandsmuseets gård fra Lønnestak. Gården ses første gang som en tolænget gård på et udskiftningskort fra 1793 og igen i 1817, hvor gården er flyttet lidt væk og vokset til en lukket firlænget gård, stort set som den står på Frilandsmuseet i dag.
Gården havde i flere år været i Nationalmuseets bondegårdsundersøgelsers søgelys som en usædvanlig god repræsentant for byggeskikken i det sydvestlige Jylland. I 1959 blev den købt og i 1967 stod den genopført på Frilandsmuseet. 

## Bygningen
Gården er en helt sammenbygget firlænget gård, tækket med strå. Sydlængen, stuehuset, er den bredeste og er opført i 1803 helt i grundmur, mens udlængerne er en blanding af grundmur og bindingsværk med brændte sten. Mod vest ligger kostalden på 6 fag og mod nord, hestestalden.  Nord- og østlængernes sammensætning af bredere og smallere partier kunne tyde på, at der er genbrugt tømmer fra den gamle tolængede gård. En del af tømmeret er strandingsgods, et vidnesbyrd om havets nærhed.
Udover at Lønnestakgården var den første firlængede gård i sognet, var den tilsyneladende også den første grundmurede gård.  Lerklinede mure var ikke var så vejrbestandige. De skulle udskiftes eller repareres hvert eneste år i de vestjyske egne, hvor vestenvind og sandlugt var udbredt før plantager blev plantet til i slutningen af 1800-tallet. 
Allerede i 1600-årene byggede man teglstenshuse i de træløse marskegne syd for den nuværende grænse, og derfra bredte metoden sig langsomt nordpå. Generelt har der tilsyneladende være behov for bedre bondebygninger, og der blev i første halvdel af 1800-årene bygget eller ombygget en lang række gårde på egnen. De fik alle fik grundmurede stuehuse og ofte i en arkitektur præget af klassicismens stilidealer, som det ses på Lønnestakgårdens stuehus med de to symmetrisk anbragte risalitter. Som noget helt nyt og moderne, blev stuehuset lagt mod syd i stedet for nord, så hovedfacaden med døre og vinduer vendte ud mod omverdenen. Det almindelige havde ellers været, at stuehuset lå mod nord med vinduer og døre mod gårdspladsen.  

## Beboerne
Gården blev bygget af bonden Christen Thuesen født på egnen i 1761 og overtaget i 1821 af hans søn Peder Christensen. Hans datter Anna giftede sig med Søren Hansen fra en nabogård, og de overtog gården og fik skøde på den i 1852. I kontrakten står, at de skal tage sig af Annas yngre bror Henrik som må have været syg eller handicappet. Anna og Søren fik selv tre døtre og en søn. Sønnen var desværre uhelbredeligt syg hele sit liv. De to af døtrene forblev ugifte og overtog i fællesskab gården i 1896 og drev den med hjælp fra daglejere og karlen Peder Schmidt. Han købte efter nogle års tjeneste gården af de to damer, som flyttede ind i en lille, nybygget villa i nærheden. Damerne blev kaldt ”de rige piger” – et navn der hang ved hele livet.

## Aftægskontrakten som kilde
I en meget omfattende aftægtskontrakt mellem Peder Christensen og hans svigersøn Søren Hansen fra 1848, får man et rigtigt godt indtryk af en husholdning på en vestjysk gård i midten af 1800-tallet.
Søren Hansen skulle inden han overtog gården bygge en aftægtsbolig på 6 fag til svigerforældrene, og det blev udspecificeret præcis, hvordan aftægtsboligen skulle møbleres, og hvad de hvert år skulle modtage: 3 tdr. rug, 2 tdr. byg og 1½ tdr. kølletørret malt. Hver dag skulle de have 4 potter ”uforfalsket, nymalket mælk” og hver uge 1 pd. smør, i sommertiden dog 2 pd., 2 potter kærnemælk og 1 potte kornbrændevin. I fisketiden skulle de have 6 gode torsk og 6 snese saltede og tørrede hvillinger. Ved Skt. Hansdag 6 pd. tør sød ost og hvert efterår i slagtetiden 2 lispund, 8 pd. saltet flæsk og desuden hvert år 200 hønseæg. Desuden salt, humle, sæbe, sirup, svinefedt, tran, hør, kartofler, kaffebønner og brun sukker. Til ildebrændsel skulle aftægtsfolkene årligt have 10 forsvarlige læs hedetørv, 4 læs klyne (mosetørv, til at tænde op med) og 2 læs lyng. Endvidere yngel og uld af 3 får som aftægtsgiveren skulle fodre og passe samt erstatte, hvis et eller flere af dyrene skulle dø.  Aftægtsfolkene skulle have fri adgang til kålgården, fri befordring med hestevogn til familie, venner og til købstaden. Peder Christensen ville kunne gå frit i huggehuset og bruge alle redskaber og hans kone tilsvarende i køkken og bryggers. 
Aftægtsboligen blev dog aldrig bygget. I stedet boede Peder Christensen og hans kone sammen med Søren Hansen og hans familie, og aftalen mellem dem blev i stedet, at de gamle skulle have fri adgang til alle fødevarer og alt drikkeligt, og at intet måtte låses inde så de ikke kunne få fat i det. Det har tilsyneladende fungeret godt, hvilket ikke altid var tilfældet med aftægtsfolk. De to gamle døde med bare 17 dages mellemrum i 1896.

## Rummene
Fra den fine indgang på stuehusets sydside kommer man ind i forstuen med et ejendommeligt tøndehvælvet træloft. Til højre ligger storstuen med kister og skabe til familiens forråd af uldent og linned. Her står også Peder Schmidts skab som han bragte med sig i 1896. Både karle og piger havde deres skabe eller kister stående i storstuen, så de måtte gå fra den ene ende af huset til den anden, når de skulle hente deres ting. Bag storstuen er der et gæstekammer med en stor seng. De to bilæggerovne og de hollandske fliser som beklæder væggene bag dem er karakteristiske for de sydvestjyske kystegne. Af nyere dato er stuernes smukke skabelonmalinger, som på afstand ligner tapet. De er udført af i 1870erne af en maler Vind.
På den anden side af forstuen ligger det såkaldte dørns, som er gårdens fine stue.  Langs hele vinduesvæggen står et imponerende langbord med plads til stort gæstebud! Normalt stod disse to stuer, som optog mere end halvdelen af stuehuset, kolde og ubenyttede. Fra dørns er der adgang til ”det sorte kammer”, hvor Søren Hansens sindssyge søn boede, til ”kopkammer” hvor husets fine porcelæn blev opbevaret og til det lille ”saltkammer”, hvor der stod tønder med nedsaltet kød og fisk. Der er også adgang til ”kammeret”, gårdens daglige opholdsrum som opstod da det store køkken blev delt. Her findes også brødkammeret, spisekammeret og kammeret som i 1896 blev indrettet til Peder Schmidt.
Bryggerset domineres af den store åbne skorsten med bageovnen, som stikker sin runde pukkel ud i ”høgulvet”. Det var derfor nødnødvendigt at tilse ovnhvælvingen grundigt på grund af brandfare. 
Karakteristisk for gårdene i det sydlige Vestjylland, kan man gå direkte fra bryggerset ud i stalden uden at passere gårdspladsen. ”Kjørres”, kostalden, har 5 kobåse og et par kalvebåse, en svinesti og et muret vandtrug, som gennem en trærende kan fyldes direkte fra vippebrønden på gårdspladsen. 
I hestestalden er der plads til fire heste og nogle svin. Over svinebinge er der, efter vestjysk skik, hønsehuset. Ved siden af hestestalden ligger hakkelseskammeret med hakkelsesmaskinen, som har afløst den mere primitive skærekiste. Derefter følger tærskelo og lade. Der er 4 fag ruggulv og 4 fag byggulv, tilsammen blot en fjerdel af gårdens samlede bygningsmasse, et tydeligt vidnesbyrd om den underordnede rolle, korndyrkningen spillede i det vestjyske landbrug.  
At fiskeri til gengæld har spillet en rolle, ses ved de fiskeredskaber som findes i bygningen. Bønder og husmænd fra Lønne sogn havde i 1800-tallet deres små fiskeboder ved Nymindegab, hvor de holdt til i fisketiden. Den sidste af disse boder kom i 1910 til Frilandsmuseet, hvor den stod i mange år. Den er dog taget ned nu, da klitlandskabet som skal omgive fiskeboden skal genetableres.

## En drabelig historie…
Gården fra Lønnestak har en særlig og ganske uhyggelig historie knyttet til sig. Et sagn fortæller, at gårdmanden på lønnestakgården en gang i 1700-tallet fandt en engelsk sømand, som var skyllet op på stranden efter en storm. Sømanden var i live, men gårdmanden slog ham ihjel og stjal hans guldur. Som straf kom der til at hvile en forbandelse over gårdens beboere i 5 generationer. Og ganske rigtigt, så blev der i flere slægtsled født børn med fysisk eller psykisk handikap. Sidst den sindssyge søn i kammeret med de to søstre hvoraf den ene havde en skæv ryg og den anden en lam arm. Gennem alle årene blev gården dog stadig drevet dygtigt, og var en af de mest velhavende i sognet. Historien om den grådige gårdmand kan også være tidens bud på chikane af de driftige, som man var misundelig på.

## Galleri
- Detalje
- Interiør
- Interiør
- Interiør
- Interiør